# Blaník
Blaník è una montagna della Repubblica Ceca. È alta 638 metri sul livello del mare ed è circondata da una piccola riserva naturale.

## Storia
La storia di questa montagna è associata ad un'antica leggenda. La leggenda narra che un enorme esercito di cavalieri cechi guidato da San Venceslao, dorme all'interno della montagna. I cavalieri si risveglieranno per aiutare la Patria quando essa si verrà a trovare in grave pericolo. Secondo la leggenda ci saranno segni: gli alberi del bosco di Blanik diverranno secchi, ma la vecchia quercia morta sotto il monte diverrà di nuovo verde e una piccola sorgente affiorante dalla montagna diventerà un fiume. Poi, durante una battaglia epica tra i cechi e il loro nemico schiacciante i cavalieri Blanik verranno loro in aiuto guidati da San Venceslao sul suo cavallo bianco. Il nemico si ritirerà a Praga dove verrà finalmente sconfitto.
Secondo la leggenda, il buon re Venceslao ed i suoi cavalieri si desteranno dal loro sonno quando i cechi saranno attaccati da un numero di armate pari o superiore a quattro (dai quattro punti cardinali).
Evidentemente questa è una pura leggenda visto che nel 1968 alla fine della Primavera di Praga, la Cecoslovacchia venne attaccata da cinque eserciti del Patto di Varsavia ed "a Blanik non si mosse una sola gamba".
In 'La mia patria' Bedřich Smetana ne racconta la leggenda.